# Danau Mahalona
Der Danau Mahalona oder Mahalonasee ist ein 25 km² großer See im Regierungsbezirk (Kabupaten) Luwu Timur in der Provinz Südsulawesi, Indonesien. Er gehört zum Malili-Seen-System und ist tektonischen Ursprungs.